# Saint-Paul-les-Fonts
Saint-Paul-les-Fonts – miejscowość i gmina we Francji, w regionie Oksytania, w departamencie Gard.
Według danych na rok 1990 gminę zamieszkiwały 534 osoby, a gęstość zaludnienia wynosiła 98 osób/km² (wśród 1545 gmin Langwedocji-Roussillon Saint-Paul-les-Fonts plasuje się na 501. miejscu pod względem liczby ludności, natomiast pod względem powierzchni na miejscu 990.).